# پلوتوسور
پلوتوسور(نام علمی: Plotosaurus) نام یک سرده از تیره موساسوریان است.
طول این هیولا ۹ متر بوده است و یکی از بزرگترین گوشتحواران تاریخ بوده است.